# Освајање слободе (награда)
Освајање слободе је награда коју додељује Фонд Маја Маршићевић Тасић.
Награда се додељује женама за њихов допринос промоцији људских права, правне државе, демократије и толеранције у политичкој комуникацији. Награда је установљена 2001. и додељује се сваке године 24. септембра, на годишњицу изборног пораза Слободана Милошевића, некадашњег председника Србије и Савезне Републике Југославије. Добитници се уручује скулптура Мрђана Бајића и новчани износ.
Фонд су основали Грађански савез Србије и пријатељи Маје Маршићевић Тасић.

## Списак добитница
- 2001 — Оља Бећковић, новинарка[1][2]
- 2002 — Горанка Матић, уредница и фотографкиња недељника Време[1]
- 2003 — Биљана Србљановић, драматург[1][3]
- 2004 — Ружица Ђинђић, правница[1][4]
- 2005 — Борка Павићевић, драматург[1][5]
- 2006 — Хедвиг Морваи Хорват, директорка Грађанског савеза југоисточне Европе (Citizen’s Pact for SEE)[1][6]
- 2007 — Лила Радоњић, директорка и главна и одговорна уредница Продукцијске групе Мрежа[7]
- 2008 — Мирјана Карановић, глумица[8]
- 2009 — Србијанка Турајлић, професорка Електротехничког факултета у Београду[9]
- 2010 — Верица Бараћ, председница Савета за борбу против корупције[10]
- 2011 — Аида Ћоровић, новинарка, активисткиња за људска права[11]
- 2012 — Дубравка Стојановић, историчарка, професорка на Одељењу за историју Филозофског факултета у Београду[12]
- 2013 — Бранкица Станковић, новинарка[13]
- 2014 — Даница Поповић, професорка Економског факултета у Београду[14]
- 2015 — Даница Вученић, новинарка[15]
- 2016 — Љиљана Спасић, извршна директорка организације грађанског друштва Грађанска акција Панчево[16]
- 2017 — Тамара Скроза, новинарка недељника Време и чланица Извршног одбора Независног удружења новинара Србије[17]
- 2018 — Светлана Лукић и Светлана Вуковић Месаровић, уреднице и ауторке Пешчаника[18]
- 2019 — Марија Лукић, бивша секретарица председника општине Брус[19]
- 2020 — Весна Ракић Водинелић, правница[20][21]
- 2021 — Милена Радуловић, глумица[22]
- 2022 — Станислава Сташа Зајовић, активисткиња, координаторка невладине организације Жене у црном[23]
- 2023 — Бојана Савовић, тужитељка у Вишем јавном тужилаштву[24]
- 2024 — Катарина Петровић, полицајка из Ваљева[25]